# Rumfart
 Der er for få eller ingen kildehenvisninger i denne artikel, hvilket er et problem. Du kan hjælpe ved at angive troværdige kilder til de påstande, som fremføres i artiklen.

Rumfart betegner rejse eller transport i rummet. Der skelnes mellem bemandede og ubemandede rummissioner.

## Historie
Mennesket har i umindelige tider drømt og skrevet om at rejse i rummet. Det giver sig blandt andet udtryk i en blomstrende science fiction-litteratur.
Konstantin Tsiolkovskij (1857-1935) fra Rusland betragtes som rumfartens fader. I slutningen af det 19. århundrede beskrev han teknologien for at kunne rejse i rummet, i særdeleshed raketmotoren.
I USA eksperimenterede Robert Goddard (1888-1945) i 1920'erne og 1930'erne med raketter med flydende brændstof i forholdsvis ubemærkethed.
Den store praktiske udvikling fandt sted i Tyskland under den 2. verdenskrig, hvor rumalderen blev indledt 3. oktober 1942 med opsendelsen af en A4-raket, forløberen for V2-raketten, fra Peenemünde under ledelse af Wernher von Braun. Ud over den militære anvendelse dannede den grundlaget for raketten til brug for rumforskningen.
Den egentlige rumalder startede den 4. oktober 1957 hvor Sputnik 1, verdens første kunstige satellit, blev opsendt fra Bajkonur-kosmodromenen i Sovjetunionen. Laika blev det første større dyr i rummet den 3. november 1957 – og det første større dyr, der døde i rummet (af varme, ca. 6 timer efter opsendelsen). Det første menneske i rummet var Jurij Gagarin den 12. april 1961 om bord på Vostok 1, Valentina Tereshkova var den første kvinde i rummet den 16. juni 1963 om bord på Vostok 6, mens Neil Armstrong, som det første menneske, satte foden på Månens overflade den 21. juli 1969.
Den første landing på en komet med et ubemandet landingsmodul skete den 12. november 2014 da landingsmodulet Philae landede på kometen Churyumov-Gerasimenko efter en ti års rumrejse.
Den 2. september 2015, blev den første dansker nogensinde sendt ud i rummet. Andreas Mogensen tog fra Bajkonur i Kazakhstan på en 10 dages rumrejse til Den Internationale Rumstation.

### Rakettens historie
Ideen til at fremstille raketter stammer fra middelalderen. Det drejede sig om at skyde pile med ild i mod sine fjender. I år 1232 sendte kineserne ”rigtige” raketter mod fjenden. I dette tilfælde mod mongolerne i slaget ved Kai Fung Fu. Det var også Kina der opfandt de første fyrværkeriraketter. De mere kraftige krigsraketter blev første gang fremstillet af William Congreve i 1800, og Danmark var nogle af de første til at opleve dem. Det skete i 1807 hvor 300 Congreveraketter blev sendt mod København under Københavns bombardement. På dette tidspunkt var det kun sket en gang før, at en by blev bombarderet med raketter. Herfra udviklede raketterne sig efterhånden til at blive mere avancerede. I begyndelsen af 1900-tallet begyndte Robert H. Goddard at eksperimentere med raketter, bl.a. raketter med flydende brændstof. Den russiske gymnasielærer Konstantin Tsiolkovskij var forfatteren til den første bog om raketter, og om hvordan man kunne bruge flydende brændstof i stedet for krudt.

#### Den moderne raket
Den moderne raket blev opfundet af Robert Goddard, som brugte flydende brændstof og en speciel dyse, der fik raketten til at yde mere fremdrift. Robert Goddard indså, at ved at tilføre raketten en tilpas høj hastighed kunne man få en nyttelast til at gå i kredsløb om Jorden. Herefter skrev han bogen A Method of Reaching Extreme Altitudes, hvori han beskrev muligheden for at sende ting i kredsløb om Jorden. Goddard blev til grin på grund af bogen, men få årtier senere sendte Sovjetunionen Sputnik 1 i kredsløb om Jorden, ved hjælp af en raket, som helt byggede på de principper Goddard havde fastlagt. Omkring Anden Verdenskrig fremstilledes en ny raket. Raketten skulle bruges til at lægge fjendens byer i ruiner og fik navnet V2. Under krigen blev en V2-raket sendt ind over London. Det gjorde så meget indryk, at USA efter krigen overtog raketterne samt de videnskabsmænd som stod bag V2. Både USA og Sovjetunionen var interesseret i at få placeret et sprænghoved på raketten. Begge parter var også villige til at sætte atomvåben i dem, så de kunne have atomvåben ude i rummet. Men vigtigst mente både USA og Sovjetunionen at man måtte udforske rummet noget mere. USA og Sovjetunionen kæmpede bravt for at få den første genstand ud i rummet. USA mente selv at de var teknologisk stærkest, så det kom som et chok da russerne sendte en R7 raket, med Sputnik 1 i, i kredsløb om Jorden. Sputnik 1 var den første kunstige satellit som blev sendt i kredsløb om kloden.
Efter at Sputnik 1 var sendt i rummet, stod det klart for USA at de ikke skulle lægge rummet bag sig. USA satsede alt på at fremstille enorme raketter som skulle sende ting ud i rummet. I 1958 lykkedes det så USA at sende deres første satellit Explorer 1 ud i rummet. USA troede nu, at de var ved at indhente Sovjetunionens forspring i rumkapløbet. Men det skulle vise sig at Sovjetunionen var meget længere fremme. Den 12. april 1961 sendte Sovjetunionen deres Vostok 1 ud i rummet. I raketten sad Jurij Gagarin, en russisk kosmonaut. Raketten gik i kredsløb om Jorden, og Jurij Gagarin tilbragte 1 time og 48 minutter i rummet. Sovjetunionen havde sendt deres første mand ud rummet, og derved den første i verdenshistorien. USA var endnu engang langt tilbage i rumkapløbet. Men det skulle vise sig at de fik medgang. USA og Sovjetunionen havde nu sat gang i kapløbet om Månen. Sovjetunionen mislykkedes gang på gang, og USA havde nu indhentet Sovjetunionens forspring. USA begyndte at tænke på en ny raket. De fremstillede en raket, som teoretisk og fysisk skulle bringe folk til månen. Raketten blev kaldt Saturn V, og skulle blive et af USA’s bedste investeringer. USA var klar til at sende deres første Saturn V raket mod månen den 27. januar 1967. USA og NASA’s månemissioner blev kaldt for Apollo-programmet. Den 27. januar 1967 forberedte USA sig på at sende Apollo 1 af sted. Raketten og besætninger var parate, men en brand i landingsmodulet dræbte de 3 astronauter om bord, før de var sendt ud af rampen. USA havde ikke råd til at miste flere mennesker, så de satsede på mere sikre missioner. Den 20. juli 1969 var USA klar til at forsøge en mission til månen igen. Om bord var de tre astronauter Neil Armstrong, Buzz Aldrin og Michael Collins. Rejsen gik utroligt nok uden problemer, og månelandingsfartøjet landede i månens uberørte støv.  Da støvet omkring fartøjet lagde sig, steg besætningen ud. Armstrong steg ud først, og sagde med sine velkendte ord: ”That's one small step for [a] man, one giant leap for Mankind”. Apollo 11 var den største succes USA havde haft, gennem tidens løb. Apolloprogrammet udførte i alt 6 månelandinger. Men et forsøg blev en total fiasko, og blev en kamp om overlevelse frem for en kamp mod månen. Nemlig Apollo 13.  Apollos Saturn V raketter var blevet for dyre at bruge, så NASA begyndte at fremstille genanvendelige raketter, rumfærger.

#### Apollo 11
Den 16. juli 1969 opsendtes Apollo 11 fra Kennedy Space Center i Florida. Målet var Månen. Besætningen bestod af astronauterne Neil Armstrong, Edwin Aldrin og Michael Collins. Fire dage senere landede Armstrong og Aldrin i månelandingsmodulet Eagle i Stilhedens Hav på Månen. Den 21. juli kravlede Armstrong ud af månelandingsmodulet, ned af stigen og satte foden på Månen med de berømte ord: 'That's one small step for [a] man, one giant leap for mankind.' USA havde vundet kapløbet om at komme først til Månen. Astronauterne kunne i triumf placere det amerikanske flag på dens overflade. Derefter tog de nogle stenprøver, hvorefter turen gik hjemad. 24. juli 1969 landede Apollo 11 i Stillehavet. Der blev astronauterne samlet op af hangarskibet USS Hornet. Om bord var den amerikanske præsident Richard Nixon for at byde dem velkommen tilbage til Jorden. Senere samme år landsatte Apollo 12 ligeledes mennesker på Månen. I alt foretog amerikanerne 6 månelandinger. Den sidste fandt sted i 1972. Siden dengang har intet menneske befundet sig mere end højest nogle få hundrede kilometer over Jordens overflade. 

#### Apollo 13
Apollo 13 var den syvende bemandede mission i Apollo programmet. Det skulle have været den tredje månelanding, der skulle have fundet sted i Fra Mauro højlandet. Men i stedet blev missionen berømt for den eksplosion, der skete i servicemodulet og den efterfølgende vanskelige, men succesfulde redningsmission tilbage til Jorden.
Mens rumskibet var på vej mod Månen, eksploderede ilttank nummer 2 i servicemodulet, da besætningen tændte for et ”piskeris”, der skulle røre rundt i den flydende ilt. Eksplosionen beskadigede andre dele i servicemodulet, herunder ilttank nummer 1. Eksplosionen skyldtes at ”piskeriset” var blevet konstrueret tidligt i designfasen. Efterfølgende var den elektriske spænding i servicemodulet blevet forøget, men det var der ikke blevet taget højde for i piskeriset, og derfor smeltede det. Ilden fik trykket i tanken til at stige til mere end 7MPa og tanken eksploderede.
Tabet af begge ilttanke betød at der ikke længere kunne produceres strøm og den planlagte månelanding måtte aflyses. I stedet skulle rumskibet passere rundt om Månen og vende tilbage til Jorden. 
Hele verden fulgte med i redningsmissionen på fjernsynet, mens besætningen fik hjælp fra jordkontrollen, som kæmpede med at få rumskibet tilbage til Jorden. Månelandingsfartøjet spillede en stor rolle som redningsbåd. Efter eksplosionen var der kun strøm til 10 timer i kommandomodulets nødbatterier, og den skulle bruges til landingen.
Et af de største problemer var at månelandingsmodulet var bygget til at to mand kunne opholde sig der i to dage – nu skulle tre mand opholde sig der i fire dage. Filtrene til fjernelse af kuldioxid fra udåndingsluften kunne ikke klare den ekstra belastning, og reservefiltrene i kommandomodulet havde en anden form, og kunne ikke umiddelbart bruges til noget fornuftigt. Men det lykkedes at bygge en tilkobling af forskellige stumper om bord. For at fartøjet kunne vende tilbage til Jorden var en kursændring nødvendig. Normalt ville det nemt kunne klares med servicemodulets raketmotor, men man ville ikke risikere at bruge den, da man ikke vidste om den havde taget skade. I stedet for brugte man månelandingsfartøjets landingsmotor. Den blev, oven i købet tændt endnu en gang for at foretage en mindre kurskorrektion, selvom den kun var bygget til at kunne tændes én gang.
Før landingen måtte besætningen afkaste såvel månelandingsfartøj som servicemodul. Først da fik de mulighed for at se den omfattende skade, som var forårsaget af eksplosionen.
Ifølge legenden skete ulykken med ilttanken d. 13. april, kl. 13:13 (Houstontid): På den efterfølgende pressekonference, begyndte Jim Lovell sin redegørelse med ordene "I am not a superstitious person".

## Rumstationer
Rumstationer er kunstigt skabte konstruktioner, der har til formål at tillade mennesker at leve i rummet udenfor Jordens atmosfære. En rumstation adskiller sig fra andre bemandede rumfartøjer ved ikke at have større selvstændigt fremdriftssystem eller mulighed for at lande. I stedet bruges andre fartøjer til at transportere materiel og personer til og fra rumstationen. Rumstationer er designet til middellange ophold i rummet i perioder på uger, måneder og endda år. Et rumskibs missionen er at blive sendt op, udføre en specifik opgave og så at komme ned igen. Med en permanent base i rummet er der helt andre muligheder for at få større forståelse for, hvad det vil sige at være væk fra planeten. Men det er ikke nemt at overleve i rummet, og det er en dyr fornøjelse, når alle fornødenheder skal bringes op med raket fra Jorden. Rumalderen var dårligt skudt i gang, før man begyndte at arbejde på idéen om en rumstation. Det var den visionære Wernher Von Braun, som introducerede idéen for amerikanerne, men Sovjetunionen kom først og har, indtil samarbejdet om den Internationale Rumstation, været verdensmestre i rumstationer.
Den Internationale Rumstation giver forskere en unik mulighed for at afprøve nye idéer og udvikle nye former for materialer og strukturer, men mest af alt fungerer den som en værdig udfordring for internationalt samarbejde i megaklassen. Med dens astronomiske budget, dens avancerede teknologier og dens udfordrende placering, danner Rumstationen rammen om et omfattende samarbejde på tværs af nationer. 
Der har i årernes løb været mange rumstationer som f.eks.:
Saljut: De første rumstationer var Saljut-stationerne, som der samlet blev bygget syv af. Bortset fra Salyut 2, der gik tabt i kredsløb, nåede alle Saljut-stationerne at få besøg af kosmonauter. Den første af de 7 blev sendt op i 1971 og hed Saljut 1.
Skylab: Skylab var USA's eneste rumstation før arbejdet på den Internationale Rumstation. Skylab blev sendt op i 1973 og blev besøgt af tre hold astronauter.
Mir: Som afløser for Saluyt-stationerne opsendte Sovjet rumstationen Mir. Dette ord betyder både betyder "fred" og "verden" på russisk. Mir var opbygget af flere moduler som blev opsendt i årene 1986 – 1996. Dødsstødet kom i marts 2001, hvor den aldrende rumstation fik lov at brænde op i atmosfæren efter at have været bemandet uafbrudt i 10 år, en rekord som stadig holder.
ISS: Den Internationale Rumstation eller ISS (International Space Station) er en rumstation i kredsløb om jorden i en højde af ca. 386 km. Rumstationen kommer til at veje 450 ton. Rumstationen bevæger sig med en fart på 27.700 km/t og fuldfører næsten 16 kredsløb rundt om jorden per døgn. Den samlede pris inkl. 10 års drift løber op i 300 mia. DKK. Den Internationale Rumstation er med en pris på omkring 700 milliarder kroner det dyreste bygningsværk i menneskets historie.
Oprindeligt var den Internationale Rumstation et projekt som amerikanerne kaldte ”Freedom”, men efter den kolde krig sluttede, blev det muligt at arbejde sammen med andre lande.
ISS er et samarbejde mellem 21 lande: USA, Rusland, Canada, Japan, Belgien, Danmark, Finland, Frankrig, Grækenland, Holland, Irland, Italien, Luxembourg, Norge, Portugal, Spanien, Schweiz, Storbritannien, Sverige, Tyskland og Østrig. Det er dog USA, der leder den overordnede mission. De europæiske lande, som deltager, er samlet kaldet ESA, det europæiske rumagentur. Byggeriet af ISS startede i november 1998 med opsendelsen af det russiske Zarya-modul. Med tiden er der kommet flere moduler til, og efter planen skal rumstationen være færdig i 2010. Byggeriet blev på tragisk vis forsinket, da rumfærgen Columbia forulykkede i februar 2003 på vej tilbage til Jorden. Det grundlæggende formål med den Internationale Rumstation er forskning i vægtløshed. Der sker utrolige ting med de materialer, dyr og planter, vi kender fra Jorden, når de ikke længere skal overkomme tyngdekraften. Bare det at være i rummet er stadigvæk en stor udfordring, og en del af formålet med rumstationen er naturligvis også at vise, at det kan lade sig gøre at bygge en rumstation i den størrelse med alle de tekniske problemer, det fører med sig. Det er gode erfaringer til en lang mission til Mars. Det europæiske Columbus-modul blev opsendt i starten af 2008, og giver mulighed for at udføre en række avancerede eksperimenter, bl.a. med dansk deltagelse. I Columbus kan tre astronauter ad gangen gennemføre eksperimenter indenfor en lang række forskellige områder, fx medicin, biologi og fysik.

## Astronauter
Astronaut (from græsk "astron", "stjerne"; og "nautes", "skipper") kan oversættes til "stjernefarer" (el. rejsende blandt stjernerne) og er den vestlige betegnelse for en rumrejsende. Den russiske betegnelse er kosmonaut, den kinesiske er taikonaut. 
Astronaut er et af de mest udfordrende job i verden. At blive sendt ud i rummet er meget fysisk krævende og udfordrer astronauten meget. Derfor er jobbet som astronaut heller ikke muligt for alle. Selvom man slipper igennem den hårde udvælgelsesproces er man langtfra færdig, herefter er der mange års træning og forberedelse, før de kan gøre sig håb om at blive sendt ud i rummet. Månen er forsat den længste afstand, et menneske nogensinde har rejst fra Jorden. Astronauterne, som arbejder i rummet på den Internationale Rumstation, er aldrig mere end 400 km oppe, men med den planlagte Mars-mission kan det ændre sig inden for de næste par årtier. Alle de store rumorganisationer som NASA, ESA og JAXA har planer på at rejse til månen, og alle vil på længere sigt oprette permanente baser, som skal bruges til at komme videre Mars og måske andre planeter i solsystemet. Sidst et menneske stod på Månen var for primært for at vise, at det var muligt at rejse til Månen. Næste gang de rejser til Månen mener de det for alvor, og det er der god grund til. Månen ligger nemlig rigtig godt til at være springbræt for Jorden til resten af universet. Den lave tyngdekraft, fravær af atmosfære og de rige mineralforekomster gør det til et perfekt sted at have en rumhavn. 
Hvordan bliver man astronaut? For at overhovedet at komme i betragtning hos det europæiske astronautkorps, skal man først vælges til astronautkandidat i Danmark, som ikke er så nemt at blive. For at blive udvalgt skal man igennem et hårdt udskilningforløb, hvor alle de ikke egnede som ikke lever op til de høje krav bliver skilt fra, så man til sidst står tilbage med de bedste af de bedste. For at kunne blive astronaut er der en række forskellige krav som man skal kunne opfylde, som højde, vægt, uddannelse osv. Opfylder man disse krav skal man videre til en mere specifik og grundig bedømmelse hvor ens personlighed og helbred bliver testet grundigt. Læger, tandlæger, øjenlæger, psykologer og forskere tester, om ansøgerne er gjort af det rette astronaut-stof. De vil blandt andet sikre sig, at kroppen er stærk nok til at klare de skrappe påvirkninger under en rum-flyvning, og at man kan fungere i en gruppe. De undersøger også, om man har simultankapacitet, dvs. evnen til at overvåge og reagere på flere sansepåvirkninger på én gang. Simultankapacitet er nemlig én af de egenskaber, man har allermest brug for som astronaut. 
Hvis man så er så heldig at blive dansk astronautkandidat, er næste skridt en ny optagelsesrunde hos det europæiske astronautkorps, der holder til i Köln i Tyskland. Igen skal man testes og undersøges af diverse psykologer og læger. Men denne gang bliver ansøgerne også udsat for en række hårde fysiske prøver, som foregår i trykkamre, roterende stole, centrifuger og flyvemaskiner osv. At få én af de eftertragtede adgangsbilletter til astronautkorpset er kun første skridt på den lange vej til at blive sendt af sted på mission i rummet. Før man kan gøre sig nogen forhåbninger om at rejse uden for Jordens atmosfære, skal man gennem flere års hård træning. For hver time, en astronaut kommer til at tilbringe i rummet, har han eller hun tilbragt hundrede- eller tusindvis af træningstimer på astronautcenteret i Köln eller i træningscentre i Rusland og USA. Først bruger astronauterne omkring et år på at lære at betjene teknisk udstyr og på at blive gode til at arbejde sammen med hinanden. De simulerer også de vægtløse tilstande i rummet ved blandt andet at dykke i store vandbassiner iført rumdragter. Det andet år som astronaut bliver som regel brugt på at specialisere sig inden for navigation, rummedicin, teknisk vedligeholdelse eller noget helt fjerde. Under hele det forløb holder de sig i form. 
Når så astronauterne endelig får en rummission, går en hård træning til missionen i gang. Her træner den kommende besætning de forskellige faser i missionen til hudløshed. Fra man bliver optaget i astronautkorpset til at man bliver sendt på sin første mission går der mindst 4-5 år. Så for at blive astronaut skal man igennem en lang og hård uddannelse, men det giver også et job som mange går og drømmer om. Den første danske astronaut er Andreas Mogensen.

## Rakettens fysik
En raket virker i princippet på samme måde som en ballon, når man slipper luften ud af dens munding. En ballon og en raket fungerer begge efter Newtons tredje lov, som siger, at "for hver aktion er der en lige så stor og modsat rettet reaktion". Det vil sige, at ballonen presser luft ud gennem mundingen med én kraft, og at den derefter bevæger sig i modsat retning med en tilsvarende kraft.
Som sagt virker en raket på samme måde som ballonen. Raketten presser en gas ud af dysen, og bevæger sig ved hjælp af den kraft den modsatte vej.For at fremstille gassen skal ilt og brændstof ind i et kammer, hvor det brændes af, og udvikler en varm gas, som giver fremdrift.
For at forhindre raketten i at komme ud af kurs, er der placeret nogle styrefinner på siden. Nogle raketter, heriblandt NASAs Saturn V raket, har et redningstårn på toppen af raketten. Det har til formål at løfte rumfartøjet fri af raketten, og bringe dette til landing på jorden, i tilfælde af et større uheld med raketten under opsendelsen.
En meget vigtig del af raketten er dens top. Toppenes form varierer fra raket til raket, og ud fra hvilket formål raketten har.

## Typer af baner
Man kan skelne mellem forskellige former for rumfart:
- ballistiske baner hvor sonden efter opsendelsen falder tilbage til Jorden uden at gå i kredsløb
- kredsløb hvor en satellit sendes i kredsløb om Jorden (eller et andet himmellegeme)
- interplanetar rejse hvor rumsonden foretager en rejse mellem legemer i solsystemet
- interstellar rejse hvor rumsonden foretager en rejse mellem stjernerne.
- intergalaktisk rejse hvor rumsonden foretager en rejse mellem galakserne.

For at kunne kaldes en rejse i rummet, har FAI defineret en grænse på 100 km over Jordens overflade. USA anvender også en 50 mile grænse. Personer, der har passeret denne grænse, er rumrejsende eller astronauter.